# الكاهن في الكنيسة الأرثوذكسية الشرقية

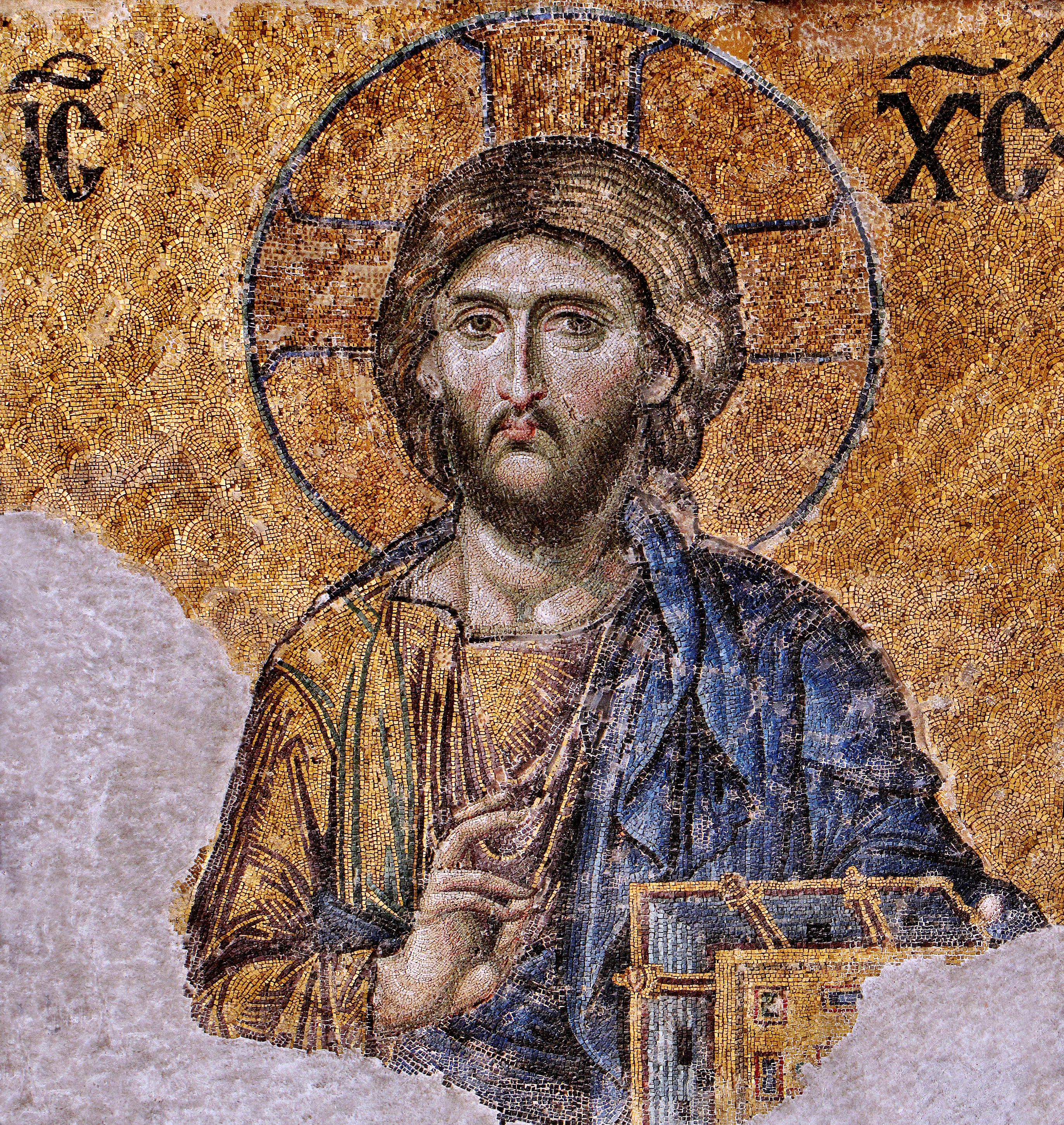

الكاهن أو القس هو أحد الرتب الكهنوتية المسيحية ويعتبر شاغل هذه الرتبة زعيمًا في التجمعات المسيحية المحلية. في الكتاب المقدس، يُعتبر مصطلح «كاهن» مرادفًا لـ أسقف، لكن في الاستخدام الكاهن يختلف عن الأسقف ويأتي أسفله في الرتبة. المعنى الحرفي لكلمة كاهن في اليونانية برِسفيتيَروس (πρεσβύτερος) هو «شيخ».

## الرتبة الكهنوتية
من خلال سر الكهنوت، تتم رسامة الكاهن من قِبَل الأسقف. يتطلب هذا الأمر كما تشير التقاليد موافقة شعب الله كله، لذلك في مرحلة من الرسامة، يهتف المصلون بموافقتهم على استحقاق رسم الكاهن عبر صراخ أكسيوس! أو مستحق!.
يتكون الكهنة الأرثوذكس على حد سواء من رجال الدين المتزوجين أو العُزب. في الكنيسة الأرثوذكسية، تجوز رسامة رجل متزوج ليصيح كاهنًا. ومع ذلك، يجب أن يكون زواجه هو الأول بالنسبة له ولزوجته. لا يجوز له أن يتزوج ثانية ويستمر في كهنوته حتى لو توفيت زوجته.
إذا رُسم رجل أعزب، أو غير متزوج، يجب أن يبقى عازبًا ليحتفظ برتبته. ليس بالضرورة أن يكون الكاهن العازب راهبًا، لأن العزوبة لا تستلزم تلقائيًا الرهبنة، على الرغم من أن الرهبنة الأرثوذكسية تدل على الدعوة إلى العزوبة. يسمّى الكاهن الراهب بـ "Hieromonk".

## الوظيفة
تتضمن عقيدة الكنيسة على أن الكهنة يجب أن يجتهدوا في تحقيق النعمة الممنوحة لهم من خلال طقس «وضع اليد» في أكمل ما يستطيعون. لكن الكنيسة تعلم أن حقيقة وفعالية الأسرار المقدسة، التي يقوم بها الكهنة، لا تعتمد على الفضيلة الشخصية، بل على حضور المسيح الذي يعمل في كنيسته بالروح القدس. كما هو الحال مع الأساقفة، فإن المسيح، من خلال خُدّامه المختارين، هو الذي يقوم بدور المعلم والراعي الصالح والمسامح والمعالج. إنه غفران المسيح للخطايا وعلاج العلل الجسدية والعقلية والروحية للبشرية. يعتبر الكاهن أيقونةً للمسيح.
يمارس الكهنة عادةً وظيفة رعاية المؤمنين، وهي وظيفة كان يقوم بها عادةً الأساقفة في العصور المبكرة. الكهنة هم أعمدة التجمعات المحلية للمسيحيين. يترأسون الاحتفالات الدينية ويعلّمون ويكرزون ويشاركون ويمارسون خدمتي الغفران والشفاء.
بما أن الكهنة يتم تعيينهم من قِبَل الأسقف وينتمون إلى تجمعات معينة، فليس لديهم أي سلطة أو خدمة دينية معينة بعيدًا عن أسقفهم ومجتمعهم الرعوي الخاص. على مائدة مذبح كل رعية، هناك قطعة خاصة من القماش، تعتبر جزءًا أسياسيًا من الأواني المقدسة، وتسمّى "الأنتيمة"، وهي موقعة من قبل الأسقف، بمثابة إذن للمجتمع بالتجمع والعمل ككنيسة. بدون هذه القطعة، لا يستطيع الكاهن وشعبه العمل بشكل شرعي.

## التاريخ
كانت أقدم منظمة للكنائس المسيحية في يهودا مماثلة لتلك الخاصة بالمعابد اليهودية، التي كان يحكمها مجلس من الحكماء. في أعمال الرسل 11:30 و 15:22، نرى نظام الحكم الجماعي هذا في أورشليم، وفي أعمال الرسل 14:23، يرسم الرسول بولس شيوخًا في الكنائس التي أسسها. في البداية، كان هؤلاء الكهنة على ما يبدو متطابقين مع الأساقفة، كما تشير مقاطع من أعمال الرسل مثل 20:17 والرسالة إلى تيطس 1: 5,7، وكانت المصطلحات قابلة للتبادل.
بعد فترة قصيرة من بدء العهد الجديد، مع وفاة الرسل، كان هناك تمايز في استخدام المصطلحات المترادفة، مما أدى إلى ظهور وظيفتين متميزتين، الأسقف والقسيس. كان يُفهم الأسقف بشكل أساسي على أنه رئيس مجلس الكهنة، وهكذا أصبح الأسقف مميزًا في كل من التكريم والامتياز عن الكهنة العاديين، الذين كان يُنظر إليهم على أنهم يستمدون سلطتهم عن طريق التفويض من الأسقف. تم التمييز بين الكاهن والأسقف بعد فترة وجيزة من الفترة الرسولية، كما هو واضح في كتابات القديس إغناطيوس الأنطاكي في القرن الثاني، الذي يستخدم المصطلحات باستمرار وبشكل واضح للإشارة إلى وظيفتين مختلفتين (جنبًا إلى جنب مع الشماس).
في البداية، كان لكل جماعة محلية في الكنيسة أسقف خاص بها. لكن في النهاية، مع نمو الكنيسة، لم يعد الأسقف يخدم الجماعات الفردية مباشرة. كان الأسقف يقيم في مدينة كبيرة ويعين كاهنًا لرعاية المؤمنين في كل مجتمع محلي مسيحي، بصفته مندوبًا له.

## الاستخدام الحديث
تستخدم الكنيسة الأرثوذكسية الشرقية كلمة «كاهن» بالعربية للإشارة إلى شاغلي هذه الرتبة، بينما تستخدم كنائس أخرى تسمية «قس» أو «قسيس». الكلمة الإنجليزية هي "priest"، وهي مشتقة من الأصل اللاتيني "presbyter".
غالبًا ما يُشار إلى الكهنة باسم «الآباء»، على الرغم من أن هذا ليس لقبًا رسميًا. بالأحرى، هو مصطلح عاطفي يستخدمه المسيحيون لشيوخهم المعينين. في هذا السياق، يُستخدم الاسم الأول للكاهن عمومًا بعد كلمة «الأب»، أو قد يُدعى بـ «الأب الكاهن» أو «الأب القسيس»
يستخدم في بعض الأحيان مصطلح «رئيس الكهنة» للإشارة إلى كاهن مميّز يُشرف على عدد من الرعايا، وهذه التسمية شائعة بشكل خاص في الكنائس ذات الجذور السلافية، مثل الكنيسة الروسية الأرثوذكسية أو الكنيسة الأرثوذكسية في أمريكا.